# بتاح

پتاح

پتاح في الأساطير المصرية (أو بتاح، بالأبجدية اللاتينية:Ptah) كان تأليه للربوة المقدسة في قصة بدء الخليقة الإنيادية، والتي كانت تعرف حرفيا بالاسم: "تا - تنن" (ومعناها: الأرض المرفوعة) أو تانن (الأرض المغمورة). أهمية پتاح في التاريخ يمكن فهمها من كون الاسم الغربي لمصر Egypt مشتق من الهجاء اليوناني للكلمة "ح - وت - كع - پتاح" والتي تُكتب أحيانا: حت - كا - پتاح، وتعني "معبد - كا - پتاح أي معبد روح پتاح وهو معبد في منف.

## قصة بتاح
بتاح هو المعبود الخالق لدى المصريين القدماء الذي عاش قبل وجود جميع الأشياء الأخرى، وبإرادته، خلق العالم من خلال التفكير به؛ تصور العالم بتفكيره وأتى به إلى الوجود من خلال كلمته: ”بتاح يتصور الكون بأفكار قلبه ويبث الحياة فيهم بسحر كلمته.“ خُلِقَ كل ما أعطاه بتاح الأمر والذي احتوى مقومات الطبيعة وعالم الحيوان والنبات. يلعب بتاح أيضًا دورًا في الحفاظ على بقاء العالم ودوام الحكم الملكي[بحاجة لمصدر]	.
في السلالة الحاكمة الخامسة والعشرين، الفرعون النوبي شباكة نسخ على لوحة حجرية معروفة باسم حجر شباكة [الإنجليزية] وثيقة لاهوتية قديمة وجدت في أرشيف مكتبة معبد المعبود بتاح في منف. هذه الوثيقة معروفة بلاهوت منف وتعرض بتاح، المسئول عن خلق الكون بالأفكار وبالكلمة.
بتاح هو راعي الحرفية، العمل بالمعادن، النجارين، بناة السفن والنحت.
يحمل بتاح الكثير من الألقاب التي تصف دوره في الدين المصري القديم وأهميته في المجتمع حين ذاك:
- بتاح الوجه الجميل.
- بتاح سيد الحقيقة.
- بتاح سيد العدالة.
- بتاح الذي يستمع إلى الدعاء.
- بتاح سيد الاحتفالات.
- بتاح سيد الأبدية.
- يتاح الإله الذي جعل نفسه إله.
- بتاح مزدوج الوجود.
- بتاح واجد أول بداية.

## تصوير بتاح

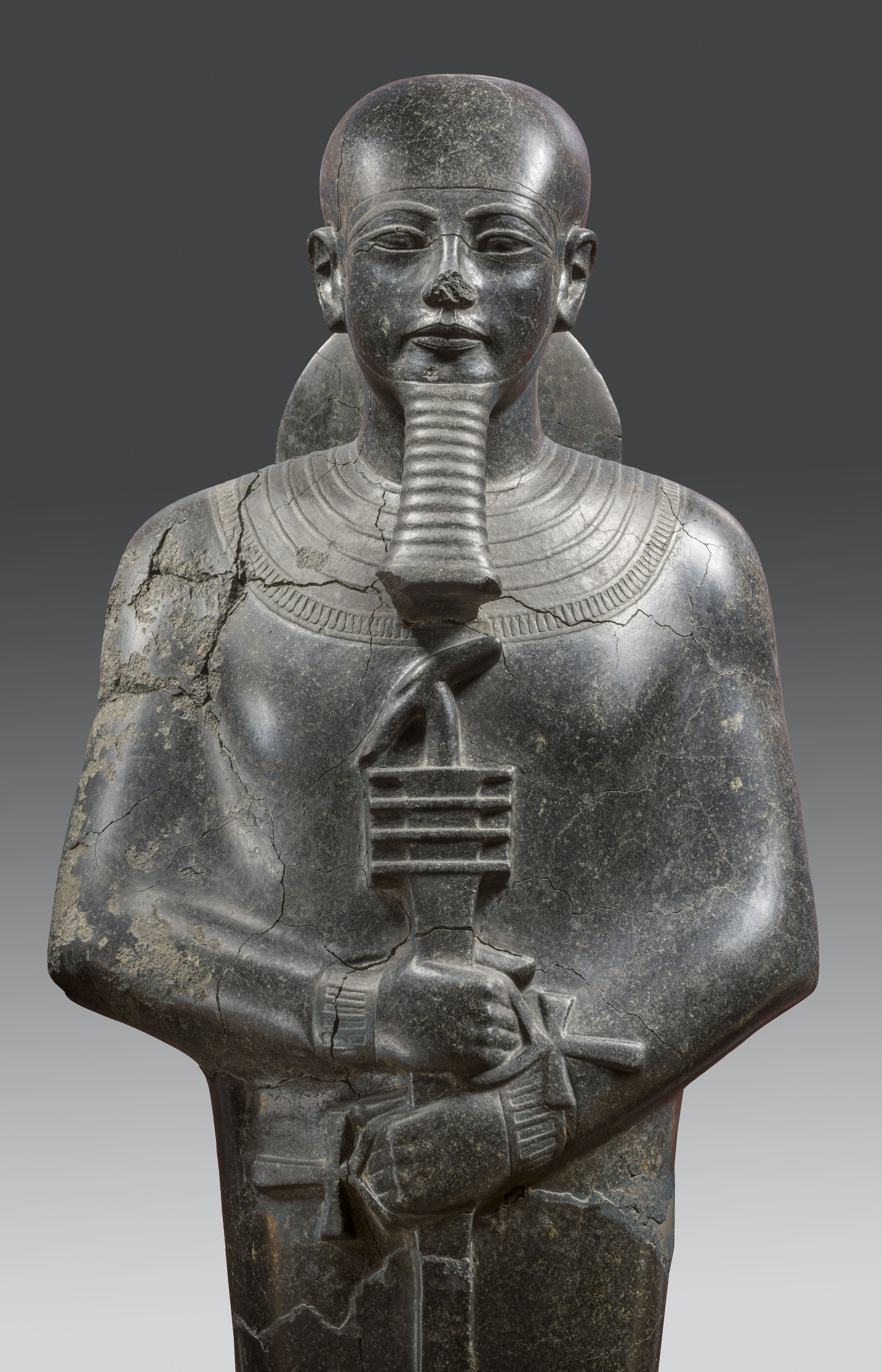
بتاح يمسك بيديه صولجان واس وعليه علامة عنخ الحياة، وعمود جد رمز البقاء والدوام.

في الفن، يبدو پتاح كرجل مكفن ملتحي، غالبا ما يعتمر طاقية، ويداه قابضتان على عنخ، وآس ودجد وهي رموز الحياة والقوة والاتزان بالترتيب. كما يعتقد كذلك أن پتاح جسد نفسه في العجل أبيس.

## عبادة بتاح
في منف كان پتاح يُعبد وكان يُرى على أنه والد أتوم، أو بصفة أدق كوالد نفرتوم، ابن أتوم. وعندما اندمجت المعتقدات الإنيادية وأوكدواد فيما بعد، بأتوم أصبح رع (أتوم - رع)، والذي كان يُرى على أنه حورس (رع - هراختي)، مما أدى إلى القول إن پتاح تزوج سخمت، والتي كانت تعتبر في ذلك الوقت أقنوم لحتحور، أم حورس، وبالتالي أم أتوم.
ولما كان پتاح هو الربوة المقدسة، وكلمته بدأت الوجود، فقد اعتُبر إله الحرفيين، وخصوصا الحرف الحجرية. ونتيجة لارتباط الحرف الحجرية بالمقابر وارتباط المقابر الملكية بطيبة، فإن الحرفيين اعتبروا أنه يحكم مصائرهم. وبالتالي فكرائد (أول) الحرفيين وهم أول الخليقة فإن پتاح أصبح إله البعث. ولما كان سوكر كان أيضا معبود الحرفيين والبعث، ولاحقا وحد قدماء المصريين بين بتاح وسوكر ليصبحا (پتاح - سوكر).

## بتاح - سوكر
(پتاح - سوكر) بالتدريج أصبحت تشخيص للشمس أثناء الليل، حيث أن الشمس تبدو كما لو كانت تُبعث كل ليلة، وپتاح كان الربوة المقدسة، الواقعة تحت الأرض. وبالتالي فإن پتاح - سكر أصبح إلهًا للعالم السفلي، وبالتالي ففي زمن الدولة الوسطى، اندمج مع أوزيريس، إله العالم السفلي، ليعرفا باسم (پتاح - سكر - أوزيريس).

## اقرأ أيضا
- سوكر
- أوزوريس
- كتاب الآخرة